# 69丁目駅
69丁目駅（69ちょうめえき、英: 69th Street）は、ニューヨーク市地下鉄IRTフラッシング線の駅である。クイーンズ区ウッドサイドの69丁目とルーズベルト・アベニューの交差点に位置し、7系統が終日停車する。愛称として69丁目-フィスク・アベニュー駅 (69th Street–Fisk Avenue) とも呼ばれる。

## 歴史
この駅は1917年4月21日にIRTフラッシング線の終点であったクイーンズボロ・プラザ駅からアルバーティス・アベニュー駅（現：103丁目-コロナ・プラザ駅）までの延伸開通と共に開業した。
駅のホームは1955年から1956年にかけてホーム有効長を11両編成に対応にするために延長する工事を行った。

## 駅構造
| P プラットホーム階           |                                                                     |                                          |
| 相対式ホーム、右側ドアが開く |                                                                     |                                          |
| 南行緩行線                   | ← 34丁目-ハドソン・ヤード駅行き（61丁目-ウッドサイド駅）            |                                          |
| 急行線                       | ← 通過 →                                                            |                                          |
| 北行緩行線                   | → フラッシング-メイン・ストリート駅行き（74丁目-ブロードウェイ駅）→ |                                          |
| 相対式ホーム、右側ドアが開く |                                                                     |                                          |
| M                            | 改札階                                                              | 改札口、駅員詰所、メトロカード自動券売機 |
| G                            | 地上階                                                              | 出入口                                   |

駅は相対式ホーム2面と緩行線2線、急行線1線を有している2面3線の高架駅で、中央の急行線はラッシュ時に混雑方向へ向かう<7>系統が通過する。北行ホーム東端には軌道下にある格納庫に至る職員用の階段がある。
ホームは両端を除いて茶色の屋根とそれを支える緑の柱、ベージュの外壁があり、ホーム両端は腰付近までの高さのフェンスがある。また、黒い電灯が一定間隔で立っているほか、駅名標はニューヨーク市地下鉄標準の黒地に白で愛称である方の「69th St–Fisk Av」と書かれた物がある。
駅の東側ではブルックリン-クイーンズ高速道路がフラッシング線の下を通過するほか、反対の西側、61丁目-ウッドサイド駅との間には分岐器が設置されていた。2008年に反対の74丁目-ブロードウェイ駅との間にシーサスクロッシングができたことに伴い撤去されている。

### 出口
駅には2ヶ所出入口があり、ルーズベルト・アベニューの交差点南西と北東に出ている。改札階中央にきっぷ売り場があり、両側に改札口がある。改札口には回転式改札機があり、各ホームへはそれぞれ階段が1つずつ接続しており改札内での南北ホームの行き来も可能である。